# Часовая башня Нусретие

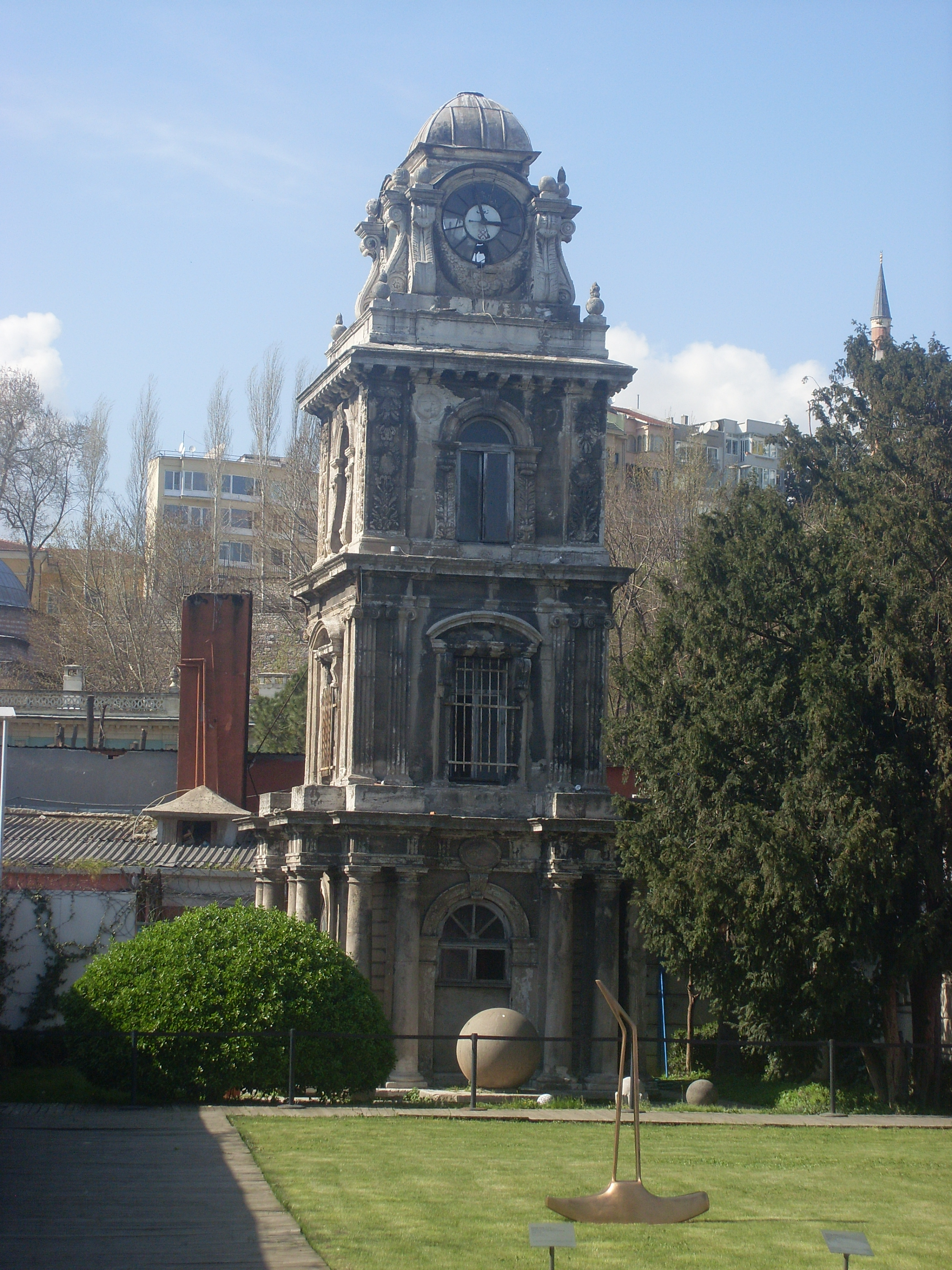
Часовая башня Нусретие (Топхане) (апрель 2013 г.)

Часовая башня Нусретие, также известная как Часовая башня Топхане, представляет собой башню с часами, расположенную в Топхане, районе Бейоглу в Стамбуле, Турция, рядом с мечетью Нусретие и киоском Топхане на европейской набережной Босфора. Она был заказана османским султаном Абдулмеджидом I (1823–1861) и спроектирована архитектором Гарабетом Амирой Бальяном и завершена в 1848 году.
Выполненная в неоклассическом стиле четырёхгранная трёхэтажная башня с часами имеет высоту 15 м. Над входом располагается тугра султана Абдул-Меджида I. Оригинальные часы и циферблат находятся в аварийном состоянии. Башня с часами вместе с мечетью Нусретие и киоском Топхане пережила программу реконструкции города и строительства шоссе в середине 1950-х годов. Тем не менее, она осталась в зоне таможенного склада порта Стамбула, отрезанного от общественного доступа сегодня.